# Ẩu đả chính trị

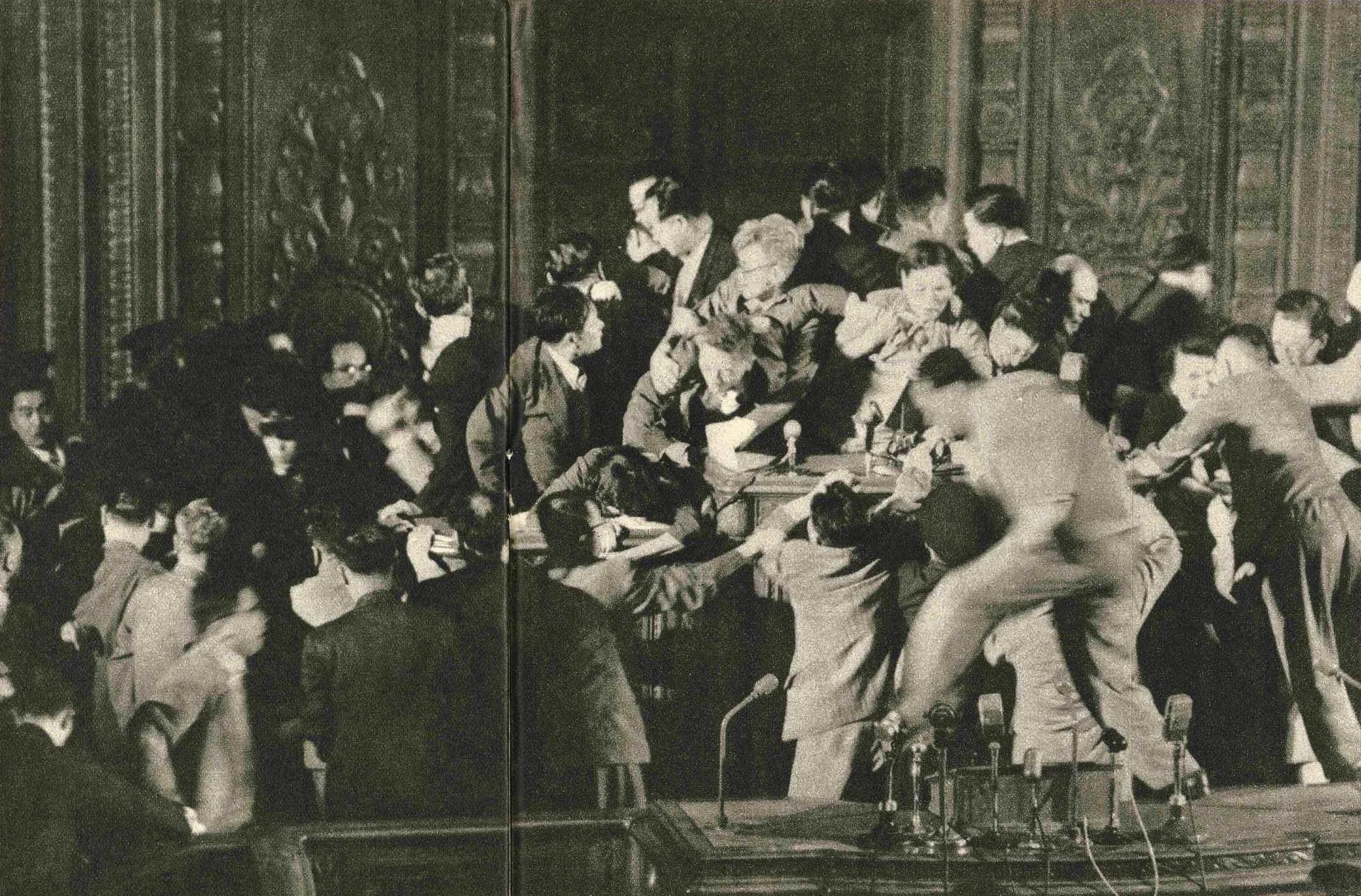
Hình ảnh náo loạn tại Quốc hội Nhật Bản vì sửa đổi Luật Cảnh sát năm 1954

Ẩu đả chính trị (tiếng Anh : Legislative violence) đề cập đến những cuộc đụng độ bạo lực giữa các nghị sĩ hay chính trị gia bởi các vấn đề lớn của quốc gia. Những cuộc đụng độ, ẩu đả đã xảy ra thường xuyên ở nhiều quốc gia trên thế giới được coi là không phù hợp với hình ảnh trang nghiêm của cơ quan lập pháp hay quốc hội. Chính vì bản chất đối đầu của chính trị, kích động chia bè kéo phái, bất kể vị trí ở đâu thường làm tăng thêm căng thẳng âm ỉ.

## Tổng quan
Dù cảnh tượng các chính trị gia cãi vã có vẻ không phù hợp với hình ảnh uy nghiêm của cơ quan lập pháp, nhưng những người làm việc tại đó, giống như ở bất kì nơi làm việc nào khác, vẫn dễ bị căng thẳng và tức giận. Bản chất gây tranh cãi của chính trị, bất kể quan điểm hay vị trí của họ, cùng với những hệ luỵ và mức độ đặt cược cao thường đi kèm, càng làm gia tăng căng thẳng âm ỉ trong môi trường này.
Nghị sĩ Hoa Kỳ Galusha A. Grow, không xa lạ gì với ẩu đả lập pháp, đã mô tả những người đi trước như sau:
Tập hợp hàng trăm người đàn ông lại với nhau vào một buổi chiều hoặc đêm nóng nực; thổi bùng ngọn lửa nhiệt thành của   đảng phái trong họ; khiến họ bối rối với sự nghi ngờ về lợi ích cá nhân hoặc tổn thất có thể xảy ra sau khi họ bỏ phiếu cho một vấn đề đang được tranh luận; và gieo vào họ sự đố kị cùng ác cảm đối với đồng loại của mình — bạn sẽ có đầy đủ nguyên liệu cho một cuộc cãi vã nảy lửa. Tất cả những gì còn thiếu chỉ là một cái cớ, và điều đó thường dễ dàng được tìm thấy.

## Nguyên nhân
Một số nghiên cứu đã phân tích nguyên nhân và hậu quả của bạo lực trong các cơ quan lập pháp. Đồng tác giả của cuốn sách "Making Punches Count: The Individual Logic of Legislative Brawls" lập luận rằng khi các chính trị gia cá nhân tham gia vào bạo lực trên sàn lập pháp, hành động đó thường là một chiến lược có tính toán. "[Các chính trị gia] đang cố gắng gửi một thông điệp về bản thân họ, họ là ai và họ có tính cách như thế nào, đến một đối tượng mục tiêu cụ thể, những người có thể hỗ trợ họ trong sự nghiệp chính trị của mình," đồng tác giả Nathan F. Batto cho biết.

## Nhật Bản

### Phản đối dự luật an ninh
Một cuộc ẩu đả đã nổ ra trong Quốc hội Nhật Bản vào ngày 17 tháng 9 năm 2015 sau khi thủ tướng Abe Shinzō thông qua dự luật an ninh gây tranh cãi cho phép nước này gửi quân Lực lượng Phòng vệ Nhật Bản ra nước ngoài chiến đấu lần đầu tiên kể từ Chiến tranh thế giới thứ hai. Các thành viên của phe đối lập Đảng Dân chủ Nhật Bản đã cố giành lấy micrô và ngăn cản Sato Masahisa, quyền chủ tịch ủy ban đặc biệt của Thượng viện, tiến hành bỏ phiếu tại quốc hội. Sau đó hàng loạt nghị sĩ đã xô xát vào nhau.
Nghị sĩ đối lập Fukuyama Tetsuro đã rất bức xúc:
| “                  | Đảng cầm quyền có lắng nghe tiếng nói của nhân dân hay không? Các ông nghĩ rằng có thể muốn làm gì thì làm vì có thế đa số à? | ” |
| — Fukuyama Tetsuro | |   |

Đây là cuộc ẩu đả hiếm hoi tại Quốc hội Nhật Bản, vốn từng là nơi rất trật tự.